# Castillo de Villalba
El castillo de Villalba es una fortaleza completamente en ruinas, cuyas partes más antiguas conservadas corresponden a los siglos XI y XII, que se encuentra en la localidad española de Cebolla, en la provincia de Toledo.
El castillo fue edificado posiblemente sobre una antigua fortaleza romana, para ser posteriormente objeto de reacondicionamiento en la época de dominio del Califato de Córdoba, con importantes reformas tras su conquista por la Orden del Temple. Más tarde pasó a manos privadas, perteneciendo a diferentes familias nobles, siendo hoy propiedad de los condes de Deleytosa, aunque su estado es de total ruina.
Acerca de este enclave tan solo podemos argumentar que su estratégica situación, en lo alto de un cerro desde el que se divisa la amplia vega del Tajo y junto a una encrucijada de caminos, ofrece condiciones idóneas para el establecimiento de un puesto fortificado que controle el territorio. Al pie del cerro pasaba una calzada romana, la vía A25 de Antonino Pío, lo que justifica la posibilidad de al menos una mansio (Pérez de Tudela y otros, 1997). En su mismo emplazamiento se registraron materiales romanos (Cedillo, 1959), aunque la obra militar en su mayoría se construye en época islámica, y posteriormente alguna reforma bajo la propiedad de la Orden del Temple.
Se ha pretendido identificar con el castillo de Bolobras que aparece en un privilegio de Alfonso VII de 1142: 

"Dono uobis et castellum de Bolobras cum omnibus aldeis et terminis et riuo Tagi et Pusam et totam terram et ualles..."
Alfonso VII, 1142.